# 安尧臣
安堯臣（1584年—1616年），號肖岳，水西土司、明朝貴州宣慰使。
安堯臣為安疆臣之弟。因鎮雄土官（朗岱土司）隴氏家族乏嗣，他入贅並改名隴澄，後來繼位為鎮雄土官。
播州之役中，隴澄率鎮雄土兵參戰，但不肯與明軍的童元鎮部隊會合。童元鎮在烏江大敗之後，明朝頗為懷疑他暗中與播州土司勾結。因鎮雄距離播州僅僅二日的日程，隴澄派兵突襲播州，因此洗刷了通敵的嫌疑。此後，他率兵參與圍攻海龍屯的戰鬥。
萬曆三十六年（1608年），水西土司安疆臣去世，隴澄恢復原名安堯臣並繼承了水西土司之位。與此同時，永寧宣撫使奢效忠去世，由侄奢崇明繼位。安堯臣派鎮雄土兵挾持妻弟奢崇禮與奢崇明爭位，試圖控制永寧，遣藺州土目閻宗傳等人攻掠永寧、普市、摩尼等地，奢效忠之妻奢世續也將宣撫使之印信交給了安堯臣。奢崇明向明廷告發，明廷遂收繳了安堯臣的鎮雄土官印信，令其回到水西。之後，安堯臣應徵參加征討銅仁苗的戰鬥，與頭目阿乾擒獲苗族酋長阿由蒲，因功加布政司參政，授威遠將軍階，封安遠侯。
萬曆四十一年（1613年），烏撒土舍謀逐其土官安效良。安堯臣以追印為名，領兵數萬長驅直入雲南，直抵霑益州，所過之處燒殺劫掠，百姓受難頗重。明廷準備追究其越境擅兵的責任，但安堯臣已經去世。萬曆四十四年去世，其子安位繼位。因年幼，安堯臣之妻奢社輝領宣慰使銜攝政。